# Туапхат
Туапхат (рус. Туапхат; адиг. Туапхат) релативно је ниски планински масив у северозападном делу Великог Кавказа који се протеже паралелно са црноморском обалом дуж северне обале Цемеског залива Црног мора. Даље се на Абрауском полуострву наставља на Навагирске планине, док се у правцу југа постепено спушта ка Геленџичком заливу. Паралелно са Туапхатом се простиру нешто више Маркхотске планине. Највиши врх налази се на надморској висини од 458,3 метара. 
Налази се на југу европског дела Руске Федерације и административно припада Краснодарској покрајини, односно њеном Геленџичком градском округу.